# هيرومو فوجي
هيرومو فوجي (باليابانية: 藤井 弘) هو لاعب كرة قاعدة ياباني، ولد في 29 سبتمبر 1935 في فوكوياما في اليابان، وتوفي في 9 نوفمبر 2018 في مينامي-كو في اليابان.

## روابط خارجية
- هيرومو فوجي على موقع الدوري الياباني لكرة القاعدة (الإنجليزية)